# Ronald Gavril
Ronald Gavril (Bacău, 10 de julio de 1986) es un boxeador profesional rumano. Está firmado con Mayweather Promotions y actualmente es entrenado por Eddie Mustafa Muhammad.
Ostenta el título mundial de la WBF ganado el 29 de noviembre de 2024 en contra del colombiano Juan Boada en Bucarest (Rumania)

## Carrera amateur
Como aficionado, ganó mucha experiencia ya que luchó 180 veces perdiendo solo 15 de esas peleas. Ronald ganó en su carrera no menos de diez títulos nacionales. Dos veces ganó "Centura de Aur" (el cinturón de oro), uno de los trofeos más antiguos en el mundo del boxeo amateur.
Gavril entrenó con el Equipo Nacional de Rumanía ocho-diez meses al año. Representó a su país en torneos internacionales como el mundial y europeo (tres cada uno). Ronald ganó medallas en Cadet Worlds en 2003 y EU también más tarde en su último año. Récord aficionado: 165-15.

## Carrera profesional
Gavril se convirtió en profesional en 2011 a los 25 años trasladándose a Los Ángeles desde Rumania, por lo que no persiguió su sueño de representar a su país en los Juegos Olímpicos de Londres 2012. Al principio de su carrera profesional, luchó para encontrar un entrenador. Gavril también estaba teniendo problemas para pelear. En mayo de 2012, Ronald decidió mudarse a Las Vegas, Nevada, donde reside actualmente.
Floyd Mayweather y el CEO de Mayweather Promotions Leonard Ellerbe tomaron nota de las habilidades de Ronald durante sus sesiones de entrenamiento en The Mayweather Boxing Club. Ronald Gavril firmó con Mayweather Promotions en marzo de 2013. Gavril ganó sus primeras once peleas antes de dejar caer una decisión ante el veterano Elvin Ayala. Gavril se recuperó ganando sus siguientes cinco combates antes de enfrentar a Christopher Brooker por el título súper mediano de la NABF. Gavril detuvo a Brooker en la décima y última ronda, derribándolo dos veces antes de eso.
Anthony Dirrell estaba programado para pelear contra David Benavidez por el vacante título súper mediano del CMB en septiembre de 2017. Sin embargo, el 5 de agosto, el CMB anunció que Dirrell estaba fuera debido a una lesión. En cambio, Benavidez peleó con Gavril el 8 de septiembre por el título vacante. En una pelea cerrada, Benavidez derrotó a Gavril después de 12 rondas por decisión dividida (117-111, 116-111, 111-116). Con la victoria, Benavidez se convirtió en el campeón más joven en la historia del súper mediano a la edad de 20 años. Benavidez parecía tener problemas con el acondicionamiento y fue derribado en la ronda final.

## Récord profesional
| Record Profesional | Record Profesional | Record Profesional |
| 27 peleas          | 24 Victorias       | 3 Derrotas         |
| Nocaut             | 19                 | 0                  |
| Decisión           | 5                  | 3                  |
| ------------------ | ------------------ | ------------------ |

| Resultado | Récord | Rival                         | Método | Asalto, Tiempo | Fecha      | Localización                                          | Título                                                      |
| Victoria  | 24–3   | Marcelo Rubén Molina          | KO     | 2 (10)         | 2023-12-02 | Coquimatlán, México                                   |                                                             |
| Victoria  | 23–3   | Khainell Wheeler              | MD     | 8              | 2023-02-18 | Cow Palace, Daly City, California                     | Gana el título WBC Continental Americas del peso semipesado |
| Victoria  | 22–3   | José Miguel Torres            | TKO    | 6 (10), 3:00   | 2022-10-29 | Coquimatlán, México                                   |                                                             |
| Victoria  | 21–3   | Édgar Romero                  | TKO    | 6 (10), 1:22   | 2022-05-28 | Plaza de Toros, Cancún, México                        |                                                             |
| Victoria  | 20–3   | Miguel Ángel Vázquez Bautista | TKO    | 3 (8), 1:22    | 2020-12-18 | Hotel Wyndham Garden, Cancún, México                  |                                                             |
| Victoria  | 19–3   | Antowyan Aikens               | TKO    | 2 (10), 2:20   | 2018-12-07 | Sam's Town Hotel & Gambling Hall, Las Vegas           |                                                             |
| Derrota   | 18–3   | David Benavidez               | UD     | 12             | 2018-02-17 | Mandalay Bay Hotel & Casino, Events Center, Las Vegas | Por el título mundial de la WBC del peso supermediano       |
| Derrota   | 18–2   | David Benavidez               | SD     | 12             | 2017-09-08 | The Joint, Paradise, Nevada, U.S.                     | Por el título mundial de la WBC del peso supermediano.      |
| Victoria  | 18–1   | Decarlo Pérez                 | KO     | 2              | 2017-04-29 | Sam's Town Hotel and Gambling Hall, Las Vegas, Nevada |                                                             |
| Victoria  | 17–1   | Christopher Brooker           | TKO    | 10, 2:04       | 2016-10-09 | Sam's Town Hotel and Gambling Hall, Las Vegas, Nevada | Gana el título vacante de la NABF del peso supermediano     |
| Victoria  | 16–1   | Juan Camilo Novoa             | TKO    | 4, 2:08        | 2016-05-13 | Sam's Town Hotel and Gambling Hall, Las Vegas, Nevada |                                                             |
| Victoria  | 15–1   | Mariano Hilario               | TKO    | 2              | 2015-12-18 | Palms Casino Resort, Las Vegas, Nevada                |                                                             |
| Victoria  | 14–1   | Scott Sigmon                  | RTD    | 8 (10), 3:00   | 2015-09-12 | MGM Grand Garden Arena, Las Vegas, Nevada             |                                                             |
| Victoria  | 13–1   | Jessie Nicklow                | UD     | 8              | 2015-06-21 | MGM Grand Garden Arena, Las Vegas, Nevada             |                                                             |
| Victoria  | 12–1   | Oscar Riojas                  | UD     | 8              | 2015-04-30 | Palms Casino Resort, Las Vegas, Nevada                |                                                             |
| Derrota   | 11–1   | Elvin Ayala                   | UD     | 8              | 2015-03-28 | Palms Casino Resort, Las Vegas, Nevada                |                                                             |
| Victoria  | 11–0   | Jose Berrio                   | KO     | 1 (6), 2:59    | 2014-12-12 | Alamodome, San Antonio, Texas                         |                                                             |
| Victoria  | 10–0   | Thomas Falowo                 | TKO    | 7 (8), 2:14    | 2014-08-30 | Palms Casino Resort, Las Vegas, Nevada                |                                                             |
| Victoria  | 9–0    | Tyrell Hendrix                | TKO    | 4 (8), 1:58    | 2014-05-03 | MGM Grand Hotel & Casino, Las Vegas, Nevada           |                                                             |
| Victoria  | 8–0    | Cameron Allen                 | TKO    | 3 (8), 1:46    | 2014-02-28 | Turning Stone Resort & Casino, Verona, New York       |                                                             |
| Victoria  | 7–0    | Shujaa El Amin                | UD     | 8              | 2013-09-14 | MGM Grand Hotel & Casino, Las Vegas, Nevada           |                                                             |
| Victoria  | 6–0    | Dave Courchaine               | KO     | 2 (6), 1:54    | 2013-08-24 | StubHub Center , Carson , California                  |                                                             |
| Victoria  | 5–0    | Jas Phipps                    | TKO    | 5 (6), 1:39    | 2013-07-19 | Hard Rock Hotel and Casino, Las Vegas, Nevada         |                                                             |
| Victoria  | 4–0    | Roberto Yong                  | TKO    | 3 (4), 2:12    | 2013-05-04 | MGM Grand Hotel & Casino, Las Vegas, Nevada           |                                                             |
| Victoria  | 3–0    | Kenneth Taylor Schmitz        | TKO    | 1 (4), 1:53    | 2012-07-06 | Hard Rock Hotel and Casino, Las Vegas, Nevada         |                                                             |
| Victoria  | 2–0    | Andrejs Loginovs              | UD     | 4              | 2012-02-09 | Sala Rapid, Bucarest, Rumania                         |                                                             |
| Victoria  | 1–0    | Gilbert Gastelum              | TKO    | 3 (4), 2:11    | 2011-12-01 | Orange County Fair, Costa Mesa, California            |                                                             |